# Conselho da União Europeia
O Conselho da União Europeia, ou simplesmente Conselho constitui a principal instância de decisão da União Europeia. É a expressão da vontade dos Estados-Membros, cujos representantes se reúnem regularmente a nível ministerial.

## Funções
Em função das questões a analisar, o Conselho reúne-se em diferentes formações: política externa, economia e finanças, agricultura, educação, telecomunicações, etc.
O Conselho assume várias funções essenciais:
- É o órgão legislativo da União; em relação a um grande conjunto de competências comunitárias, exerce este poder legislativo em codecisão com o Parlamento Europeu.
- Assegura a coordenação das políticas económicas gerais dos Estados-Membros.
- Celebra, em nome da Comunidade, os acordos internacionais entre esta e um ou vários Estados ou organizações internacionais.
- Partilha a autoridade orçamental com o Parlamento Europeu.
- Aprova as decisões necessárias à definição e à execução da política externa e de segurança comum, com base em orientações gerais definidas pelo Conselho Europeu.
- Assegura a coordenação da acção dos Estados-Membros e adopta as medidas no domínio da cooperação policial e judiciária em matéria penal.

A presidência do Conselho da União Europeia é rotativa entre os membros da União Europeia.
A secretária-geral do Conselho da União Europeia é Thérèse Blanchet.

## Votações
O Conselho é composto pelos ministros nacionais relevantes para o assunto de discussão, com cada ministro representando o governo nacional. Na votação por maioria qualificada, estados diferentes têm pesos diferentes com base no voto da população. Por exemplo, uma votação pela Alemanha ou a França tem um peso de 29 num total de 345, enquanto que um voto do Chipre e da Letónia só tinha um peso de quatro votos. A lista completa da votação é mostrada abaixo:
| - 29 votos: França, Alemanha e Itália; - 27 votos: Espanha e Polónia; - 14 votos: Roménia; - 13 votos: Países Baixos; - 12 votos: Bélgica, Chéquia, Grécia, Hungria e Portugal; | - 10 votos: Áustria, Bulgária e Suécia; - 7 votos: Dinamarca, Finlândia, Irlanda, Lituânia e Eslováquia; - 4 votos: Chipre, Estónia, Letónia, Luxemburgo e Eslovénia; - 3 votos: Malta. |

## Presidente
A Presidência do Conselho da União Europeia é uma responsabilidade sobre o funcionamento do Conselho da União Europeia, que é rotativo entre os Estados membros da União Europeia, de seis em seis meses. Não há um único presidente, mas a tarefa é levada a cabo por todo um governo nacional, o que, consequentemente, permite influenciar a direcção da política da União Europeia. Embora seja rotativa de seis em seis meses, a partir de 2007, de três em três presidências irão co-operando num programa político comum.

## Futuro do Conselho
A proposta do Tratado de Lisboa retoma no essencial as reformas enunciadas da rejeitada Constituição. O corpo seria renomeado, tornando-se oficialmente num Conselho de Ministros, com uma separação oficial do Conselho Europeu (que se tornará uma instituição com um sistema separado da Presidência). Da nota particular é uma alteração no sistema de votação por maioria dos casos de dupla maioria, a votação por maioria qualificada, substituindo o sistema de votação anterior. As decisões tomadas pelo Conselho deverão ser tomadas por 55% dos Estados-Membros e 65% da população da União Europeia. Nos termos do Tratado de Lisboa, a implementação deste sistema de votação será adiada para 1 de novembro de 2014.
Em termos de configuração do Conselho, o facto de existirem diferentes configurações é mencionado pela primeira vez nos tratados, mas apenas dois são mencionados pelo nome na Constituição (os outros são acordados pelo Conselho Europeu), eles são o Conselho de Assuntos Gerais e o Conselho de Relações Externas, a divisão do actual Conselho dos Assuntos Gerais e Relações Externas. Este último não será presidido pela Presidência, mas pelo novo Alto Representante da União para os Negócios Estrangeiros e a Política de Segurança. A Presidência será realizadas de três em três ou de dezoito em dezoito meses, facto que está consagrado na Constituição. Além disso, o Conselho é chamado a responder em público. O Ecofin da Eurozona será mais formalizado e elegerá o seu próprio Presidente em separado.

## Conselho Europeu
Em termos formais, o Conselho da União Europeia não é o mesmo que o Conselho Europeu. O primeiro é uma reunião a nível ministerial, enquanto que o segundo reúne os chefes de Estado e de governo. O Conselho Europeu não tem funções legislativas, mas é lá que as grandes questões efectivamente se decidem.